# Тлауалило-де-Сарагоса
Тлауалило-де-Сарагоса (исп. Tlahualilo de Zaragoza)  —   город и муниципалитет в Мексике, входит в штат Дуранго. Население 4630 человек.

## История
В 1890 году город основал Хуан Непомусено Флорес Алькайне.